# Mummucia taiete
Espèce
Mummucia taiete est une espèce de solifuges de la famille des Mummuciidae.

## Distribution
Cette espèce est endémique du Rondônia au Brésil,. Elle se rencontre vers Vilhena.

## Description
Le mâle holotype mesure 9,20 mm et la femelle paratype 12,00 mm, les mâles mesurent de 8,00 à 9,20 mm et les femelles de 10,00 à 12,00 mm.

## Publication originale
- Rocha & Carvalho, 2006 : Description and ecology of a new solifuge from Brazilian Amazonia (Arachnida, Solifugae, Mummuciidae). Journal of Arachnology, vol. 34, no 1, p. 163-169 (texte intégral).